# Ніколай Трійк
Ніколай Волдемар Трійк (ест. Nikolai Voldemar Triik; 7 серпня 1884, Таллінн, Естонія — 12 серпня 1940, Таллінн, Естонія) — естонський художник, графік, педагог.

## Біографія
Народився 7 серпня 1884 року в Талліні.
У 1901 році почав навчання живопису в Санкт-Петербурзі в училище Штігліца, звідки змушений був піти в 1905 році, як учасник революційних подій.
У 1906 році удосконалювався в ательє І. Бразил, а з 1908 по 1909 роки — в Художній школі Товариства заохочення мистецтв. 1906 року Трійк також короткий час навчався в Гельсінкі в «Атенеумі» і в майстерні у Антса Лайкмаа. В кінці того ж року він поїхав до Парижа, де відвідував École des Beaux-Arts і малярські класи в приватних академіях Колароссі і Жюліана.
У 1920—1930 роках Трійк займався викладацькою діяльністю і сам в цей час писав менше. Серед його відомих учнів Айно Бах, народний художник Естонської РСР.

## Творчість
У 1909 році, повернувшись до Естонії, став однодумцем Кріст'яна Рауда і Антса Лайкмаа, які вважали, що запорукою національної своєрідності і виразності повинно стати використання тематики старовинних легенд і народної поезії. Подібно Крістьяну Рауда Трійк захопився творчістю норвежця Г. Мюнт і російських художників М. Реріха і І. Білібіна. Натхненний їхньою творчістю, художник створює в 1909 році картину «Леннук» (за назвою легендарного судна Кальовіпоега, на якому герой епосу вирушає в подорож на край світу).
Трійк був прекрасним портретистом. Його роботи — «Б. Лінде» (1909), «М. Левін» (1910), «І. Меннінг» (1900), зберігаються нині в художньому музеї. На формування почерку Трійка вплинули німецькі експресіоністи і французькі постімпресіоністи. Портрет Антса Лайкмаа (1913) і поета Юхана Лійв (1909, вугілля), малюнок вугіллям «Антс Лайкмаа» (створений в 1913 році в Берліні паралельно з портретом, написаним маслом), портрет А. Трійк-Пиллусаар (1925, чорний і червоний олівець) — одні з найвдаліших робіт художника. Також їм написані ряд портретів в повний зріст: "І. Меннінг "(1916), " Л. Страндман "(1916), " Н. Сімсіварт "(1919).